# Auguste Dorothea von Braunschweig-Wolfenbüttel (1749–1810)

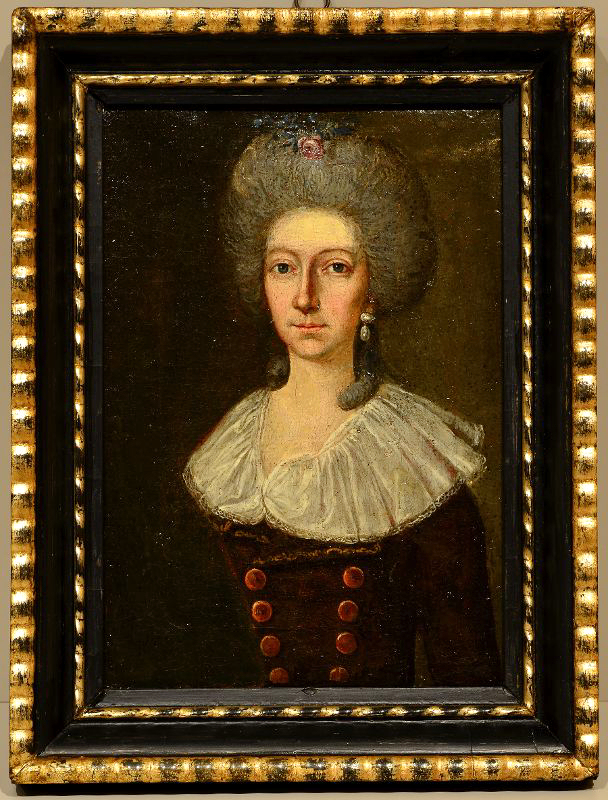
Prinzessin Auguste Dorothea von Braunschweig-Wolfenbüttel, Äbtissin von Gandersheim, 1787

Prinzessin Auguste Dorothea von Braunschweig-Wolfenbüttel (* 2. Oktober 1749 in Wolfenbüttel; † 10. März 1810 im Stift Gandersheim, das heutige Bad Gandersheim) stammte aus dem Hause der Welfen und war die letzte Äbtissin des kaiserlich freien weltlichen Reichsstifts Gandersheim.

## Leben
Auguste Dorothea war die jüngste Tochter von Herzog Karl I. von Braunschweig (1713–1780) und seiner Ehefrau Prinzessin Philippine Charlotte von Preußen (1716–1801), Tochter des Königs Friedrich Wilhelm I. von Preußen.
Die Prinzessin wurde 1776 Dekanin in Quedlinburg und kurz darauf auch Dekanin in Gandersheim. Zwei Jahre später wurde sie nach dem Tod ihrer Tante Therese 1778 deren Nachfolgerin als Fürstäbtissin von Gandersheim, hielt sich aber häufig am Hof in Braunschweig auf.
1802 verzichtete Auguste Dorothea in einem Vertrag auf die Reichsunmittelbarkeit, um der drohenden Säkularisation zu entgehen, und unterstellte ihr Stift der Landeshoheit des Hauses Braunschweig-Wolfenbüttel. Auguste Dorothea war zunächst geflohen, durfte aber mit der Erlaubnis Napoléons weiter als Äbtissin im Stift fungieren und wohnen. Nach ihrem Tod wurde keine Nachfolgerin mehr gewählt, das Stift wurde dem Königreich Westphalen zugeordnet, durch König Jérôme aufgehoben und die Stiftsangehörigen entschädigt. Die letzte Dechantin Caroline Ulrike Amalie von Sachsen-Coburg-Saalfeld erhielt dabei unter anderem das „Gandersheimer Evangeliar“, welches sie mit nach Coburg nahm.